# Ottringham
Ottringham est une paroisse civile et un village du Yorkshire de l'Est, en Angleterre.